# Nathan Salomon Calisch
Nathan Salomon Calisch (Amsterdam, 23 juni 1819 - 1891) was een Nederlands journalist en lexicograaf. Hij was een broer van Elias Calisch en Isaac Marcus Calisch.

## Leven
Calisch was aanvankelijk onderwijzer, en wijdde zich later aan de journalistiek. Vanaf 1850 was hij redacteur van de Amsterdamsche Courant en van 1883 tot 1888 medewerker van het Algemeen Handelsblad. Hij was secretaris van het Nederlandsch-Israelietische Armbestuur en van het algemeen Beurscomité voor publieke fondsen.

## Werk
Calisch was medewerker aan veel woordenboeken; ook schreef hij:
- Handleiding tot de kennis der voornaamste rivieren van den aardbodem (Amsterdam 1840)
- De Amsterdamsche strafverordeningen (Amsterdam 1861)
- Liefdadigheid van Amsterdam (Amsterdam 1852)

Verder vertaalde hij veel boeken van onder andere Alphonse Esquiros, Luise Mühlbach en Eugène Scribe en schreef hij schoolboekjes, bijdragen in tijdschriften enzovoorts. Alle woordenboeken van Isaac Calisch zijn onder zijn medewerking tot stand gekomen.